# Erythrophysa humbertii
Erythrophysa humbertii är en kinesträdsväxtart som beskrevs av René Paul Raymond Capuron. Erythrophysa humbertii ingår i släktet Erythrophysa och familjen kinesträdsväxter. Inga underarter finns listade i Catalogue of Life.